# Гужане
Гужа́не (также гуражи, бытомско-розбаркские силезцы; пол. górzanie, grupa bytomsko-rozbarska) — cубэтническая группа силезцев (слензан), населяющая промышленный центр Верхней Силезии — окрестности Бытома, Гливице, Руда-Слёнски, Семяновице-Слёнске, Тарновске-Гур и Пекары-Слёнске. Представляет собой одну из двух самых крупных силезских региональных групп наряду с опольской.
Польский этнограф Я. С. Быстронь ввиду недостаточности сведений о населении Верхней Силезии во время издания его работы Ugrupowanie etniczne ludu polskiego (1925) условно называл жителей Бытомского региона «бытомской группой». Другой польский исследователь А. Фишер называл жителей окрестностей Бытома «бытомяцы» (Lud polski. Podręcznik etnografji Polski, 1926). Современный исследователь польской этнографии З. Клодницкий указывает на синонимичность терминов «гужане» и «бытомская группа» или «бытомско-розбаркская группа».

## Область расселения
Гужане населяют окрестности городов Верхнесилезского промышленного центра, расположенного на Силезской возвышенности. По современному административно-территориальному делению Польши, этот регион находится в центральной части Силезского воеводства на территории Тарногурского, Гливицкого и некоторых других повятов. Согласно этнографической карте Я. Камоцкого, на востоке территория расселения гужан граничит с ареалами малопольских краковяцей ченстоховской и центральной группы. С юга, запада и севера к территории расселения гужан примыкают области расселения других силезских групп — пщинско-рыбницих силезцев (с юга), рацибужан (с юго-запада) и ополян (с северо-запада и севера).

## Язык
Гужане в повседневном общении говорят на среднесилезских говорах силезского диалекта (или языка). Согласно силезской диалектологической карте, в области расселения гужан представлены части ареалов гливицких и стшелецких говоров, а также ареал переходных силезско-малопольских говоров (на восточной части территории расселения гужан).

## Народный костюм

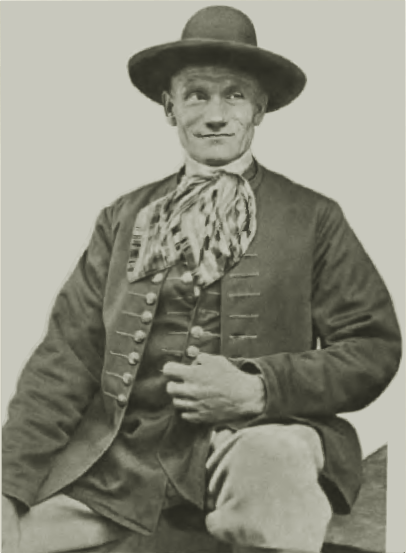
Мужской розбаркский костюм (фото 1930-х годов)

Народный костюм гужан является наиболее типичной и узнаваемой одеждой силезцев в сравнении с другими верхнесилезскими народными костюмами. Он представляет традиционную одежду населения центральной, самой промышленно развитой и густонаселённой части Верхней Силезии. В прошлом народный гужанский костюм был повсеместно распространён в Бытомском регионе, длительное время сохранялись передававшиеся из поколения в поколение традиции его ношения. Под влиянием этого костюма формировалась народная одежда других региональных групп силезцев, прежде всего, мужская одежда. Обычно народный костюм гужан называют розбаркским или бытомским, или розбаркско-бытомским по названию селения Розбарк, которое в 1927 году вошло в черту города Бытома. Классической формой розбаркского костюма считают его вариант, распространённый на рубеже XIX и XX веков. С небольшими изменениями этот вариант сохранился вплоть до нашего времени.
Повседневной одеждой гужанских крестьян была белая льняная рубаха, брюки на шнурке или кожаном поясе, сапоги, а также соломенная широкополая шляпа. Рабочие обычно носили чёрные или коричневые широкие вельветовые брюки, клетчатую шерстяную куртку, туфли и фуражку. Праздничный мужской розбаркский костюм схож с праздничной мужской одеждой, распространённой на большей части Верхней Силезии. Его состав и цветовая гамма во многом перекликаются с европейской модой второй половины XVIII века. На праздники гужане надевали белую полотняную рубаху с расшитым отложным воротником, цветной шёлковый платок (едбовку) и брюки, которые заправлялись в сапоги (кропы). У зажиточных гужан брюки были чаще всего из жёлтой замши (скужаки, еленёки), менее состоятельные жители носили брюки из тёмно-синего или чёрного сукна (бизоки, сукенне) с красным кантом по бокам штанин. Также в мужской праздничный костюм входил жилет (бруцлек) и пиджак (камузол) с металлическими пуговицами. Бруцлек и камузол шили из тёмно-синего или чёрного сукна и украшали шнурками и красной тесьмой. Зимняя мужская одежда включала длинное расклешённое пальто (площ) с отворотами на рукавах и воротником-стойкой.

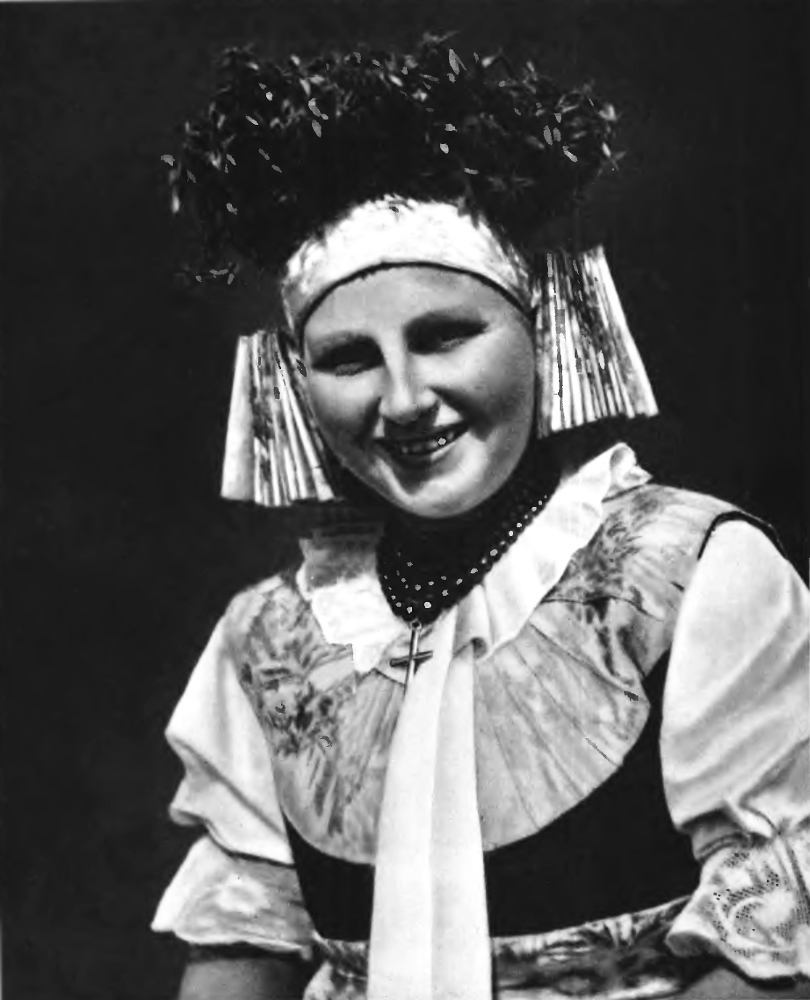
Женский розбаркский костюм (фото 1930-х годов)

До начала XX повседневной одеждой гужанских женщин была цясноха (полотняная сорочка, представляющая собой лиф на бретелях, сшитый с юбкой) и каботек (короткая по пояс блузка с рукавами до локтя, украшенная вышивками и кружевами, или же длинная блузка с короткими рукавами). При выходе на улицу села женщины дополняли этот наряд бусами и белым накрахмаленным платком, который завязывали на затылке. В первой половине XIX века по случаю особых торжеств и праздников женщины надевали длинные платья (кецки), состоящие из двух сшитых друг с другом элементов — лифа с глубоким декольте (лайбика) и юбки (спудницы). На поясе кецки обычно формировали множество складок, придававших бёдрам бо́льший объём. Также для образования объёмных форм одевали несколько обычных нижних юбок, или одну ватную нижнюю юбку (ватувку), или ватную стёганую подкладку вокруг пояса (келбасу). Под кецку одевали каботек, а на верхнюю часть кецки (лайбик) — особый тип жилета (вежхень), который украшался в районе декольте широкой ярко расшитой лентой, собранной в складки, и в месте застёжек — позументами из золотых и синих (или зелёных) шнурков. Девушки носили красный вежхень, а замужние женщины — тёмно-синий или чёрный. На танцы вежхень не одевался, вместо него на плечи накидывали тонкий платок (мерынку) с вышивкой в цветочных мотивах.
К концу XIX века наиболее распространённой праздничной одеждой стала якля — свободная длинная блузка с рукавами, сужающимися к манжетам. Якли шили из дамаста, простого шёлка, шерсти, бархата, ситца и фланели. Их украшали позументами, аппликациями и вышивками. Цвет праздничных кецок и яклей был преимущественно чёрным. Их дополнением были длинный и широкий разноцветный фартук из шёлка и наплечный турецкий платок (шпигель) как правило золотисто-жёлтый, золотисто-оранжевый или зелёно-золотистый с восточным орнаментом. Замужние женщины не должны были появляться на людях с непокрытой головой. Выходя из дома, женщины надевали белый чепец, украшенный по краям широкой кружевной лентой, или красные полотняные платки (пурпурки), которые завязывали на затылке. Девушки по праздникам вплетали в косы разноцветные ленты, надевали миртовые венки (клапы), украшенные сложенными в виде веера лентами, или венцы, сплетённые из искусственных цветов и бусин (галанды). Наиболее распространёнными украшениями у женщин были золотые серьги и красные или жёлтые бусы в несколько рядов с крестом по центру на груди.